# Serafin Hrkać
Serafin Hrkać (Izbično, 18. kolovoza 1942. – Mostar, 13. travnja 2021.) bio je hrvatski katolički svećenik iz reda franjevaca i latinist.

## Životopis
Rođen je u Izbičnu 18. kolovoza 1942. godine. Osnovnu je školu završio u Izbičnu, a nižu gimnaziju u Širokome Brijegu. Višu gimnaziju pohađao je u Sinju i Dubrovniku. Ušao je u franjevački red 16. srpnja 1960. godine. Završio je filozofsko-teološki studij u Sarajevu. Pohađao je Fakultet klasične filologije u Rimu od 1966. do 1971. godine. Doktorirao je temom Vita et opera humanistae Nicolai Modrussiensis – De mortalium felicitate dialogus ('Život i djela humanista Nikole Modruškog – Dijalog o sreći i smrtniku'). Predavao je od 1971. do 1973. u Franjevačkoj klasičnoj gimnaziji na Poljudu u Splitu, te od 1973. do 1987. u Franjevačkoj klasičnoj gimnaziji u Visokom.
Od 1987. živio je i djelovao u Franjevačkome samostanu na Širokome Brijegu. Zatim je predavao više predmeta na raznim fakultetima Sveučilišta u Mostaru. Obranio je drugi doktorat 1996. godine na Sveučilištu u Sarajevu temom Izlaganje o univerzalijama u djelu Antuna Žderića – Enchyridion in universam aristotelico-scoticam logicam.
Bio je pokretač i prvi pročelnik Studija filozofije i Studija latinskoga jezika i rimske književnosti na Sveučilištu u Mostaru. Godine 2004. osnovao je Institut za latinitet Sveučilišta u Mostaru. Od 2000. godine bio je redoviti član Hrvatskoga društva za znanost i umjetnost. Od 2008. godine izabran je za redovitoga člana Akademije znanosti i umjetnosti BIH.
Umro je 13. travnja 2021. godine.

### Članci
- Bobana, Luciana. 2021. In memoriam Serafin Hrkać (1942. – 2021.). Mostariensia. Sveučilište u Mostaru. Mostar. 25 (1–2): 319–321